# 湖北文理学院理工学院
湖北文理学院理工学院是一所政府与私人企业合办的独立院校，于2003年6月成立。地处湖北省襄阳市尹集东街。原名襄樊学院理工学院，2012年，襄樊学院更名为湖北文理学院，该校随之更名为湖北文理学院理工学院。
截止至2019年在校人数约为5700余人。专任教师369人，其中教授，副教授133人，讲师197人，具有硕士及以上学位的教师186人。

## 校区介绍
该校坐落在国家级历史文化名城襄阳市，校址位于襄阳市襄城区尹集乡尹集东街28号，学校占地1500亩，目前仍在开发建设中，规划办学规模为15000人。

## 历任校长
- 2003～2006：王华杰
- 2006年～2013:李俊
- 2019年:杨海浪

## 专业设置
- 本科：电子信息工程、机械设计制造及其造化、旅游管理、电子信息科学与技术、国际经济与贸易、自动化、电子信息科学与技术、汉语言文学、英语、计算机科学与技术、艺术设计
- 专科：应用电子技术、工商企业管理、计算机应用技术、应用英语、建筑工程技术、应用日语、机电一体化